# Monastère de Key
Key Gompa (aussi écrit Key, Kye, Ki ou Kee) est un monastère du bouddhisme tibétain situé à 4 116 m d'altitude, sur les hauteurs d'une colline près de la rivière Spiti, dans la vallée de Spiti en Himachal Pradesh, Inde.
C'est le plus grand monastère de la vallée de Spiti et un centre d'entraînement religieux pour les lamas. Selon certaines sources, il hébergeait 100 moines en 1855. Ki est un monastère-forteresse de style « Pasada ».

## Histoire
Key Gompa aurait été fondé par Dromtönpa (Brom-ston, 1008-1064), un élève du célèbre maître Atisha, au XIe siècle. Cette information peut cependant se référer à un monastère Kadampa situé dans le village tout proche de Rangrik et probablement détruit au XIVe siècle quand l'école Sakyapa est arrivée au pouvoir avec l'assistance des Mongols,.  
Key fut attaquée par les Mongols au XVIIe siècle, sous le règne du 5e dalaï-lama, et est devenu un établissement de Gelugpa. En 1820, il fut à nouveau saccagé pendant les guerres entre le Ladakh et Kullu puis ravagé en 1841 par l'armée Dogra dirigé par Ghulam Khan et Rahim Khan et encore plus sévèrement endommagé plus tard la même année par une armée sikh. Le monastère fut également ravagé par le feu dans les années 1840 et par le séisme de 1975 à Kinnaur (en).   
Les épisodes successifs de destruction et de réparation ont eu pour résultat un développement dissymétrique de l'architecture du monastère : les temples furent construits les uns sur les autres, donnant à l'ensemble l'aspect d'un fort, remarquable exemple d'architecture monastique du XIVe siècle d'influence chinoise.
L'ensemble comporte trois étages, le premier est principalement souterrain et sert au stockage. Une pièce, appelée le Tangyur est richement ornée de peintures murales. Le rez-de-chaussée possède une salle de réunion admirablement décorée et de nombreuses cellules de moines. 
Les murs de Key Gompa sont recouverts de tableaux et de peintures murales et le monastère renferme des représentations du Bouddha dans la position de Dhyana. 
Key Gompa appartient désormais à l'école des Gelugpa, de même que le monastère de Tabo et le monastère de Drangtse. 
Le millénaire du monastère a été célébré en 2000 en présence du 14e dalaï-lama.

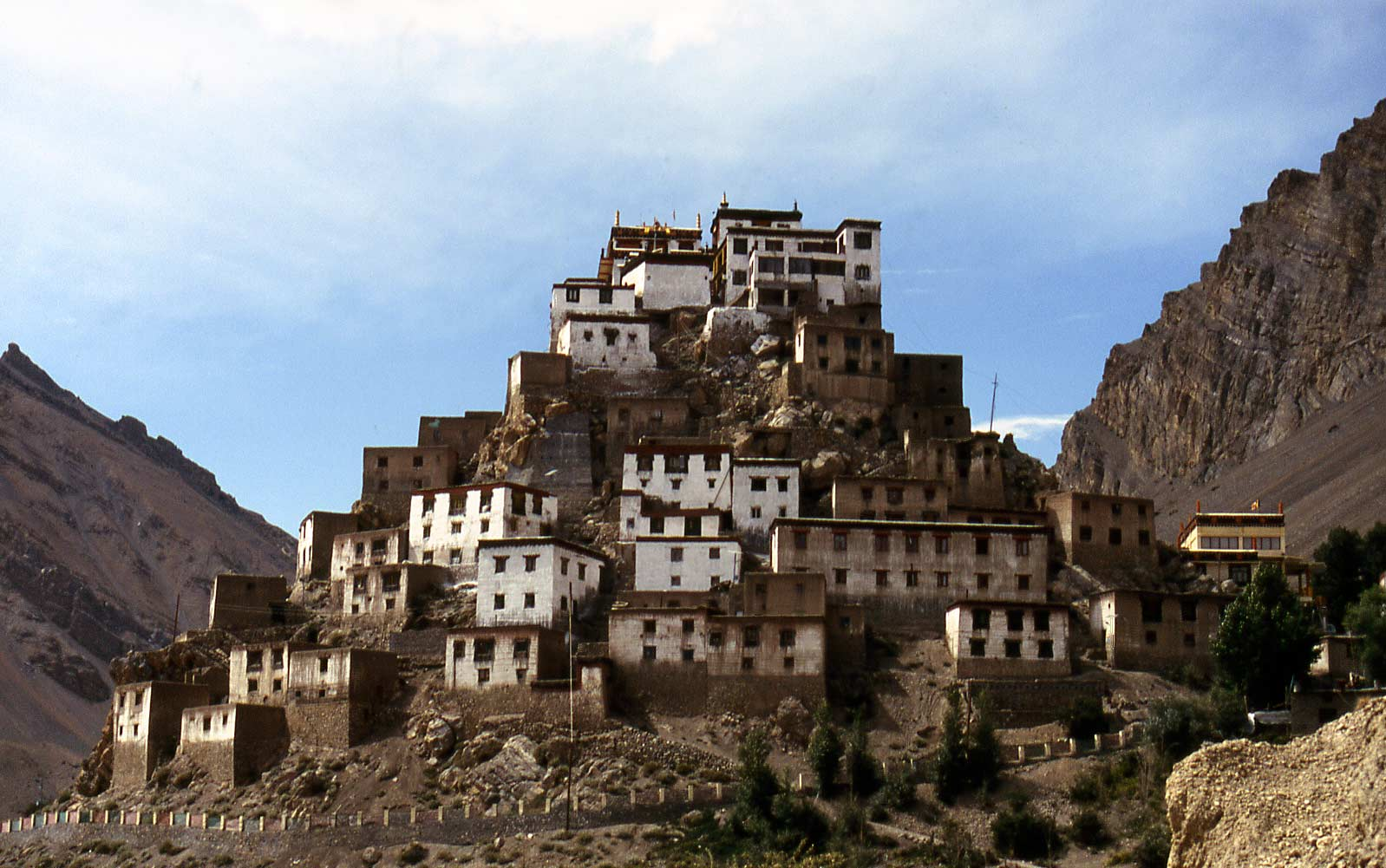
Key Gompa
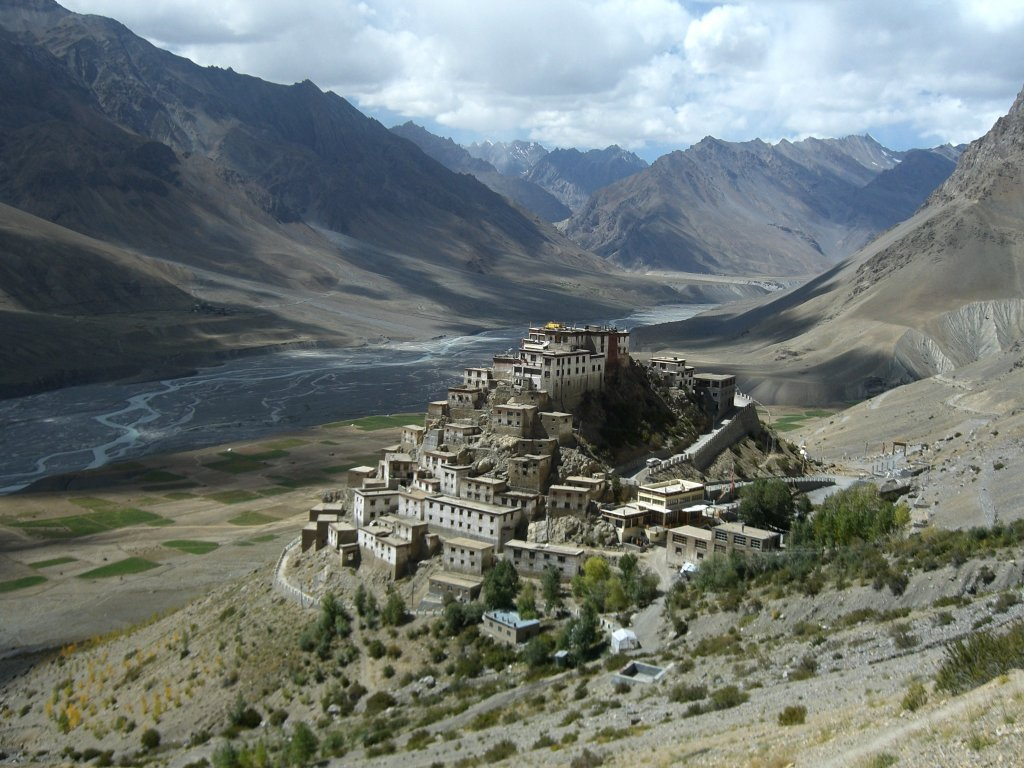
Key Gompa avec la rivière Spiti en arrière-plan.
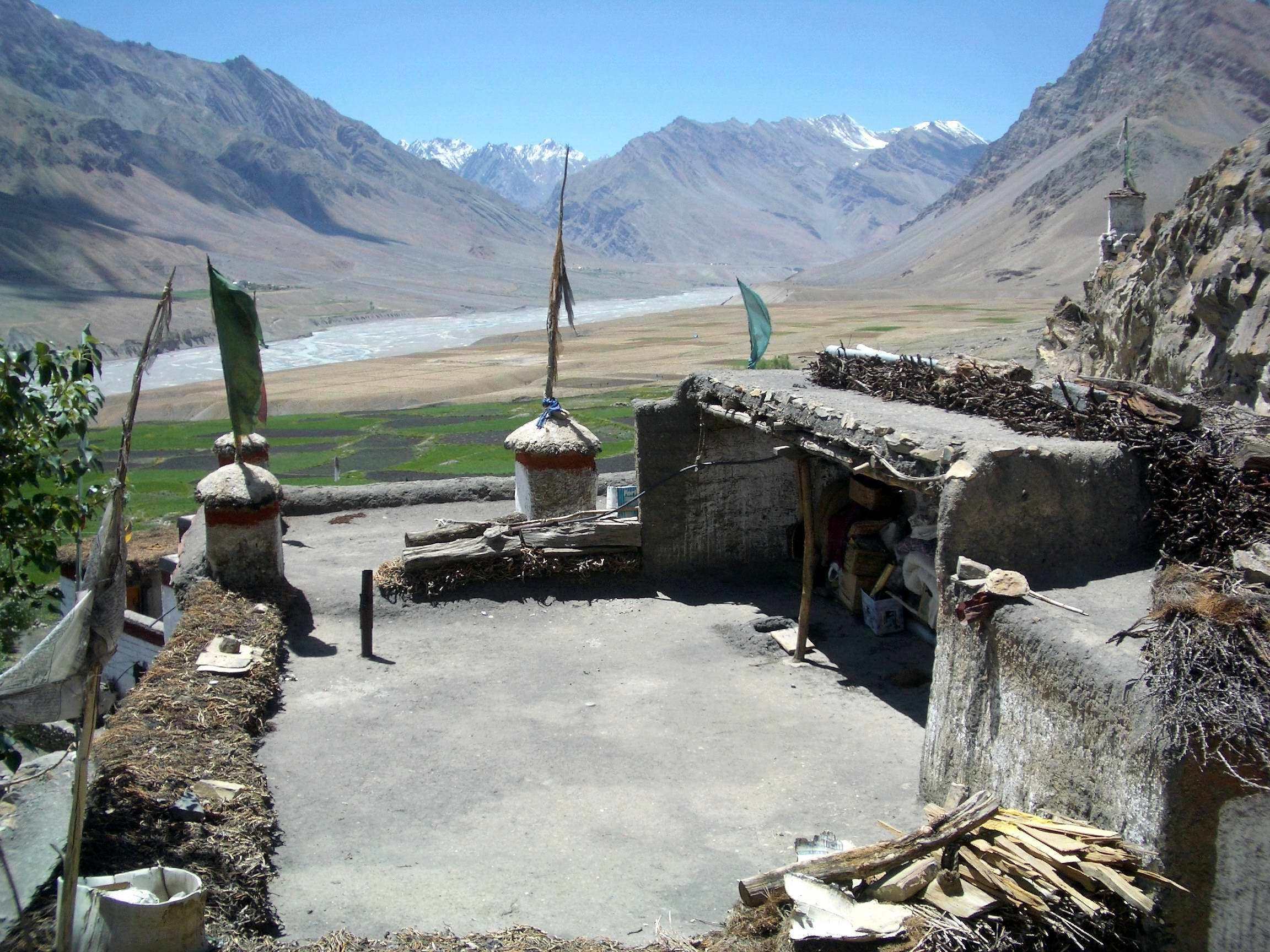
Vue de la vallée de Spiti depuis le monastère (2004).